# Бєларускабєль

ВАТ «Бєларускабєль» (біл. ААТ «Беларускабель») — білоруська кабельна компанія. Розташована у Мозирі Гомельської области.

## Історія
Будівництво Мозирської кабельної фабрики «Мазиркабєль» розпочалось 1958 р. З використанням будівель незавершеної швейної фабрики.Завод був введений в експлуатацію 1959 року та спочатку виробляв монтажні, телефонні, монтажні дроти, контрольні кабелі. У 1967 році він досяг своєї проєктної потужности. Спочатку підприємство підпорядковувалось Департаменту електротехнічної та приладобудівної промисловості Ради народного господарства БРСР. З огляду на ліквідацію радгоспів 1966 р., завод було передано Головному управлінню кабельної промисловости «Ґлавкабєль» Міністерства електротехнічної промисловости СРСР. 1972 р.  введений в експлуатацію цех сріблення мідного дроту, 1975 р. почав працювати цех монтажних проводів. 1982 року була створена Крамниця товарів народного споживання. 1974 або 1976 року завод став головним підприємством виробничого об'єднання «Бєларускабєль» Всесоюзного ВА «Союзелєктрокабєль»; до складу об'єднання також увійшли інші компанії цієї галузі на території Білоруської РСР — Гомельський кабельний завод «Гомєлькабєль» та Щучинський завод «Автовод». 1976 року завод був названий на честь XXV з'їзду КПРС (зберігав назву до 1990 року). 1990 року завод був перетворений на Мозирський кабельний завод «Бєларускабєль»  З 1991 р. завод підпорядковується Державному комітету Республіки Білорусь з питань промисловости та міжгалузевого виробництва, з 1994 р. — Міністерству промисловости Республіки Білорусь. З 1997 р. власність змінено на акціонерне товариство.

## Сучасне становище
На заводі працює близько 1000 людей. Підприємство є одним з ВВП-творних для Мозиря і Мозирського району.